# Trichothecium roseum
Trichothecium roseum è un fungo ascomicete parassita delle piante. Provoca il marciume rosa delle pere.